# Palazzo della Banca Commerciale Italiana (Messina)
Il palazzo della Banca Commerciale Italiana è un palazzo del Viale San Martino nella città di Messina.

## Architettura
Realizzato secondo i progetti degli ingegneri Luigi Borzì e Santi Buscema, l'edificio riecheggia nel disegno della facciata le linee della Palazzata di Giacomo Minutoli, che fu distrutta nel terremoto di Messina del 1908. Le mezze colonne joniche, il doppio ordine di aperture, ripetono i motivi decorativi della Palazzata.

## Galleria d'immagini

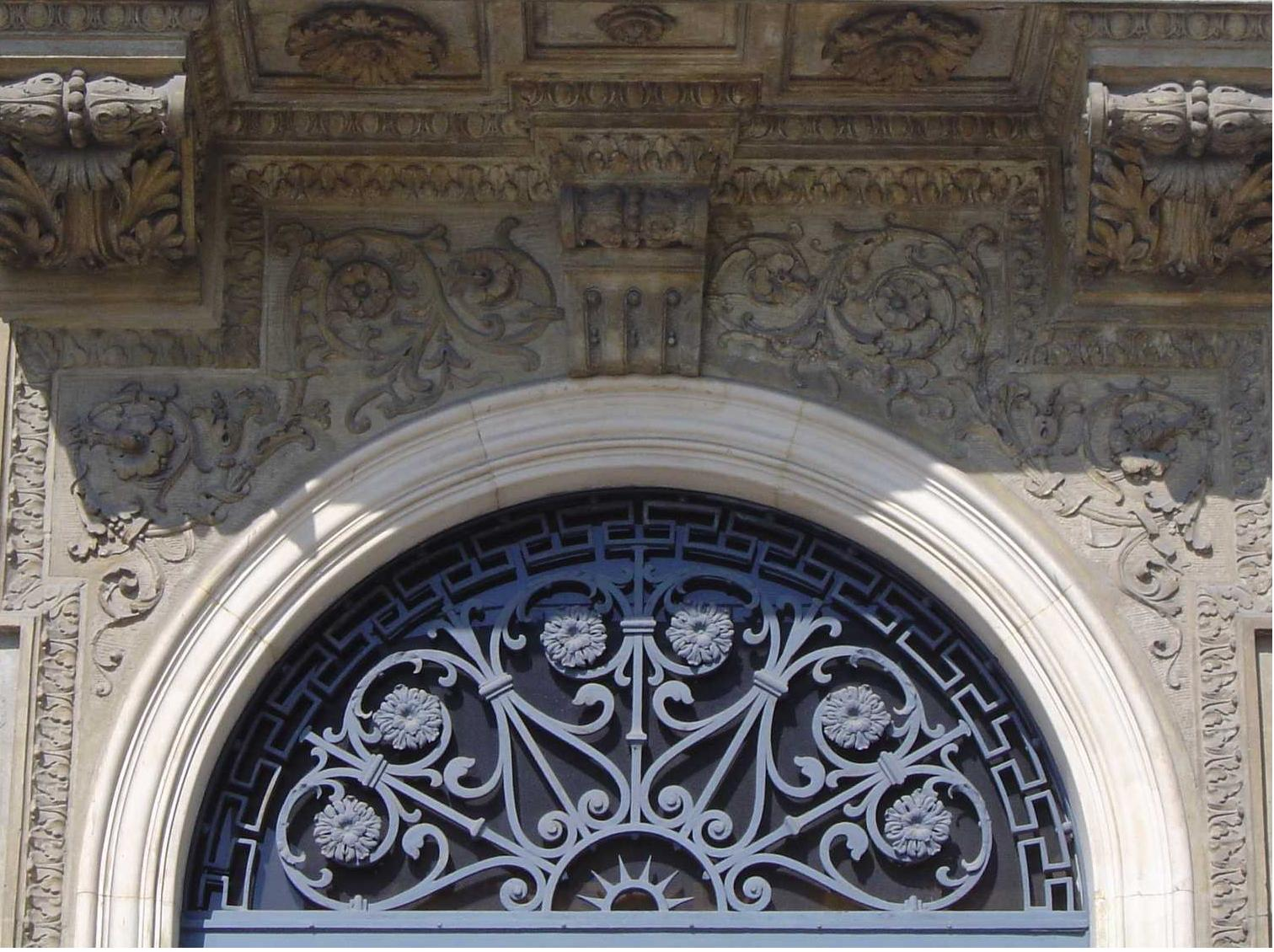
Banca Commerciale Italiana